# Alejandro Lanoël
Alejandro Lanoël (n. Buenos Aires, 1941) es un escritor argentino radicado en España. Es autor de diccionarios, libros de texto, manuales educativos, obras de carácter literario, estudios históricos y ensayos. 

## Nota biográfica
Ha desarrollado su actividad en Europa e Hispanoamérica. Como periodista se dedicó a motivos de divulgación científica con artículos sobre la vida silvestre y las especies en peligro de extinción, publicadas como serie semanal en el diario Crónica de la capital argentina.
La Dirección General de Educación del Ministerio de Educación Pública de Chile expresó, respecto al Atlas de Anatomía Humana de Alejandro Lanoël: La obra, analizada por una comisión especial del Ministerio, la declara Material Didáctico Complementario para la educación Chilena, recomendando su uso en Bibliotecas de los establecimientos educacionales del país.
Es autor de estudios críticos y ensayos sobre la vida del Libertador General José de San Martín y la independencia de América. Ejemplares de esa serie forman parte actualmente del fondo documental conservado por la Fundación Cátedra Iberoamericana de la Universidad de las Islas Baleares (UIB). En junio de 1989 fue nombrado Miembro Vitalicio de la Sociedad Argentina de Historiadores. Fueron promotores de ese nombramiento el catedrático e historiador Enrique de Gandía, el doctor Felipe Ferrer Lavalle y el embajador argentino Eduardo Colombres Mármol.
En esa época estableció su residencia en Palma de Mallorca, ciudad donde ha presidido durante diez años (1989-1999) el Patronato de la Fundación Cultural Miguel Ángel Asturias. Durante ese lapso se otorgaron anualmente los galardones que llevan el nombre del Premio Nobel de Literatura de 1967 en las categorías de Composición Musical, Poesía, Ensayo e Investigación. Como presidente del Patronato, Alejandro Lanoël intervino en la redacción de los estatutos del Premio, colaboró con la selección del jurado y llevó a cabo la publicación de las obras seleccionadas en la colección Cuadernos de Cultura.

## Obras de carácter educativo
- Manual de Primeros Auxilios. Texto de educación escolar primaria. Editorial Betina S.R.L. Buenos Aires, 1980. Biblioteca del Congreso de la Nación Argentina. B.12987.
- Atlas de la Anatomía Humana - Descripción analítica ilustrada. Texto complementario de enseñanza media. Editoriales: Betina. Editorial Policía Federal Argentina. Buenos Aires, 1992/2005. Visor Graphics ISBN 950-43-0571-7. Panamericana Editorial, Bogotá, 1999 -. CEP Banco de la República - Biblioteca Luis Ángel Arango. ISBN 9583007129.

## Diccionarios
- Diccionario Universal de la Música. Contenido: 5800 vocablos musicales con sus significados y etimologías; 700 Instrumentos de todas las épocas, estilos y procedencias. Primera versión Apéndice Ópera Baleares. Cardeñoso, Vigo, 2005. ISBN 9788461532513 - Versión electrónica. Amazon. Madrid, 2013. Código ASIN: B00DDVB1EC.
- Diccionario de Mitología Griega. El origen de las creencias a través de sus mitos y realidades. Cardeñoso, Vigo, 2005. ISBN 8481903825. 2.ª edición. Palma de Mallorca, 2012. ISBN 9788461525478 - Versión electrónica. Amazon KDP, 2013. Código ASIN: B00D9RDRAG.

## Estudios críticos y ensayos (literatura española e hispanoamericana)
- Ensayo sobre la obra literaria del novelista Miguel Ángel Asturias, Premio Nobel de Literatura 1967, “Leyendas de Guatemala” Cátedra Letras Hispánicas. Madrid, 1995. ISBN 9788437613536.
- Ensayo sobre la obra literaria del novelista Miguel Ángel Asturias, Premio Nobel de Literatura 1967, “El Señor Presidente” Cátedra Letras Hispánicas. Madrid, 1997. ISBN 8437615178.
- Arión Patrio. Arte y Poesía del Mediterráneo. Estudio crítico Alejandro Lanoël D’Aussenac. Poemas Catalina Gayá Riera. Ediciones Didácticas. Palma de Mallorca 2000. ISBN 8460704408.

## Libros de arte
- La Alhambra de Granada - Historia del arte y el pensamiento islámico en España. Historia, Arte decorativo, Biblioteca de la Alhambra N.º 22879. ISBN 9788461525461.
- La Pinacoteca del Museo del Prado - Serie Los Museos de Bellas Artes del Mundo N.º 1. Primera edición (rústica). Palma de Mallorca, 1999. ISBN 8460704408.

## Poesía
- La Magna Hélade - Canto a la Grecia Clásica. Introducción Alejandro Lanoël D’Aussenac – Poemas: Catalina Gayá Riera – Cardeñoso. Vigo, 2005. ISBN 8481903825.
- Ópera Baleares- Poema lírico en seis actos y un epílogo. Estudio crítico, introducción, glosario y notas argumentales: Alejandro Lanoël D’Aussenac. Poesías: Catalina Gayá Riera. Cardeñoso. Vigo, 2005. ISBN 8481903868.
- Antología Poética- Poemas de Alejandro Lanoël D’Aussenac 1974-1998. Presentación: Pedro Parpal Lladó. Ediciones Didácticas. Palma de Mallorca, 2010. ISBN 9788461388981.

## Estudios históricos
- San Martín y Bolívar en la entrevista de Guayaquil - El final de un extenso debate y la impostergable rectificación de errores académicos. Serie de monografías sobre documentos históricos “Bibliografía Sanmartiniana - Archivos”. Ediciones Parlamento, Buenos Aires, 1987/1989. Instituto de Estudios Hispanoamericanos de Baleares. Palma de Mallorca, 1995. ISBN 9506890021.

## Narrativa, monografías
- Cuentos Didácticos - Narraciones para pensar y reflexionar sobre la conducta humana. Palma de Mallorca, 2011. ISBN 9788461388950 - Versión digital. Amazon Media EU SARL, 2014. Código ASIN: B00O93H1II.
- Leyendas del Popol Vuh. Tradiciones de la América Precolombina. Ediciones Didácticas. Palma de Mallorca, 2012. ISBN 9788461565030.
- Pensamientos. Experiencias y reflexiones a lo largo de la vida. Ediciones Didácticas. Palma de Mallorca, 2010. ISBN 9788461389001.
- Los molinos de viento de Mallorca - Su historia y relación con otros ingenios. Texto e ilustraciones Alejandro Lanoël D’Aussenac - Poemas Catalina Gayá Riera. Edición IV Congreso Internacional de Molinología. Consejo Insular de Mallorca - Departamento de Cultura. Cardeñoso. Vigo, 2005. ISBN 8481903817.

## Biblioteca sanmartiniana
- Universidad de las Islas Baleares. Acuerdo Marco General entre la Fundación Global Democracia y Desarrollo. Donación de la Biblioteca Sanmartiniana de Alejandro Lanoël D’Aussenac a la Biblioteca de la Universidad. Carta de aceptación de la donación. Memoria de Actividades de la Fundación Cátedra Iberoamericana. Año 2009. Pp. 58-79. Memoria año 2009 - Fundació Càtedra Iberoamericana. fci.uib.es/digitalAssets/160/160952_memoria_2009.pdf.